# Zamilované maso
Zamilované maso (letteralmente Amore di carne, occasionalmente riportato come Carne innamorata e conosciuto anche come Meat Love) è un cortometraggio scritto e diretto dal regista ceco Jan Švankmajer. Venne inserito in Otesánek (film del 2000 dello stesso regista) col significato di spot televisivo.
L'animazione delle fette di carne è resa con la tecnica dello stop-motion, utilizzata dal regista in quasi tutte le sue opere, tanto da renderla un tratto caratteristico del suo stile.

## Trama
La storia si svolge interamente su di un ripiano da cucina e vede come protagonisti due fette di carne cruda. La prima fetta (femmina) viene corteggiata dalla seconda fetta (maschio) ed insieme danzano sulle note di una registrazione degli anni '20 trasmessa alla radio, dopodiché le due fette si ritrovano a giocare ed amoreggiare in un piatto pieno di farina, ma la passione viene interrotta bruscamente da due spiedi che inforcano le due fette e le mettono a friggere in padella.

## Produzione
Il cortometraggio fu prodotto e diffuso da MTV, così come il precedente Another Kind of Love, che fece da videoclip promozionale all'omonimo brano di Hugh Cornwell, e il cortometraggio di venti secondi Flora del 1990. Nonostante la grande visibilità ottenuta tramite l'emittente statunitense, solo una piccola parte del pubblico sarebbe poi stata a conoscenza dell'identità del regista.